# How Do U Want It
Singles de 2Pac
2 of Amerikaz Most Wanted
(1996) Hit 'Em Up
(1996)
Pistes de All Eyez on Me
Got My Mind Made Up 2 of Amerikaz Most Wanted
How Do U Want It est une chanson de l'artiste de hip-hop 2Pac. Le morceau a été produit par Johnny « J » pour le cinquième album de 2Pac, All Eyez on Me, et publié en single le 4 juin 1996.
Interprété avec K-Ci & JoJo, ce morceau est le troisième single extrait de l'album. Ce titre s'est classé numéro 1 au Billboard Hot 100 en 1996, et numéro 17 au Royaume-Uni. 

## Sample
Cette chanson contient un sample de Body Heat, extrait de l'album éponyme de Quincy Jones (1974).

## Contenu
Dans le deuxième couplet, 2Pac critique Delores Tucker, femme politique américaine qui, dans les dernières années de sa vie, avait milité pour la suppression des paroles sexuellement explicites et misogynes dans le gangsta rap.

## Clips
Trois clips ont été produits pour cette chanson. Deux ont été tournés sur le même plateau en avril 1996 par Ron Hightower et produits par Tracy Robinson, dont l'un des deux a été classé « pour adultes ». Ils montrent des scènes sexuellement explicites dans une limousine ou autour d'un jacuzzi et d'un taureau mécanique, ou encore de striptease dans une cage et autour d'une barre de pole dance. Les acteurs et actrices portent des costumes de style Renaissance qui ont été retirés dans la version « pour adultes ». Plusieurs actrices pornographiques font partie de la distribution, parmi lesquelles Nina Hartley, Heather Hunter, Nadia Cassini ou Angel Kelly. 
Le troisième clip est une version live du morceau montrant différents extraits de concerts.

## Liste des titres
1. How Do U Want It (LP Version)
2. California Love (Long Radio Edit)
3. 2 of Amerikaz Most Wanted (LP Version)
4. Hit 'Em Up